# Ménil-Gondouin
Ménil-Gondouin è un comune francese di 175 abitanti situato nel dipartimento dell'Orne nella regione della Normandia.

## Società

### Evoluzione demografica
Abitanti censiti